# Kölner Jugendchor Sankt Stephan
Der Kölner Jugendchor St. Stephan ist der Jugendchor der katholischen Kirchengemeinde St. Stephan in Köln-Lindenthal. Seit 1984 singen die Jugendlichen mit einem Repertoire von Pop, Gospel, Comedy, Klassik bis hin zu kölschen Tönen. Das Ensemble wird seit 1985 von Michael Kokott geleitet. Der Chor hat etwa 70 Mitglieder zwischen 16 und 29 Jahren.

## Höhepunkte
Der Chor hatte Auftritte gemeinsam mit Unheilig, dem argentinischen Starkomponisten Lalo Schifrin, Anke Engelke, der amerikanischen Heavy-Metal-Band Manowar, der US-Rockband P.O.D., Bläck Fööss, Höhner und anderen. Seit den 1990er-Jahren tritt der Jugendchor bei eigenen Konzerten in der Kölner Philharmonie, Lanxess Arena und Oper Köln vor bis zu 10.000 Zuhörern auf. Beim Weltjugendtag 2005 in Köln sang der Chor vor tausenden Jugendlichen aus aller Welt im Rheinenergiestadion.
Berühmtestes Chormitglied war Bill Clinton, der beim Kölner G8-Gipfel im Juni 1999 gemeinsam mit dem Chor den Gospelhit Oh Happy Day sang. Der frühere Chorsänger Christoph Watrin war bis 2008 Mitglied der Boyband US5. Fernseh- und Rundfunksendungen trugen zur überregionalen Bekanntheit des Chores bei. So trat der Chor unter anderem in den Fernsehshows TV total, Harald Schmidt, Die ultimative Chartshows, in den Serien Der letzte Bulle, Tatort sowie bei der Bambi-Verleihung auf.
Am 23. Dezember 2016 trat der Chor vor 44.000 Zuschauern im Kölner Rheinenergiestadion auf. Während des Mitsingkonzerts Loss mer Weihnachtsleeder singe gedachten die Teilnehmer mit dem Song We are the World der Opfer des Anschlags auf den Berliner Weihnachtsmarkt.

## Veröffentlichungen

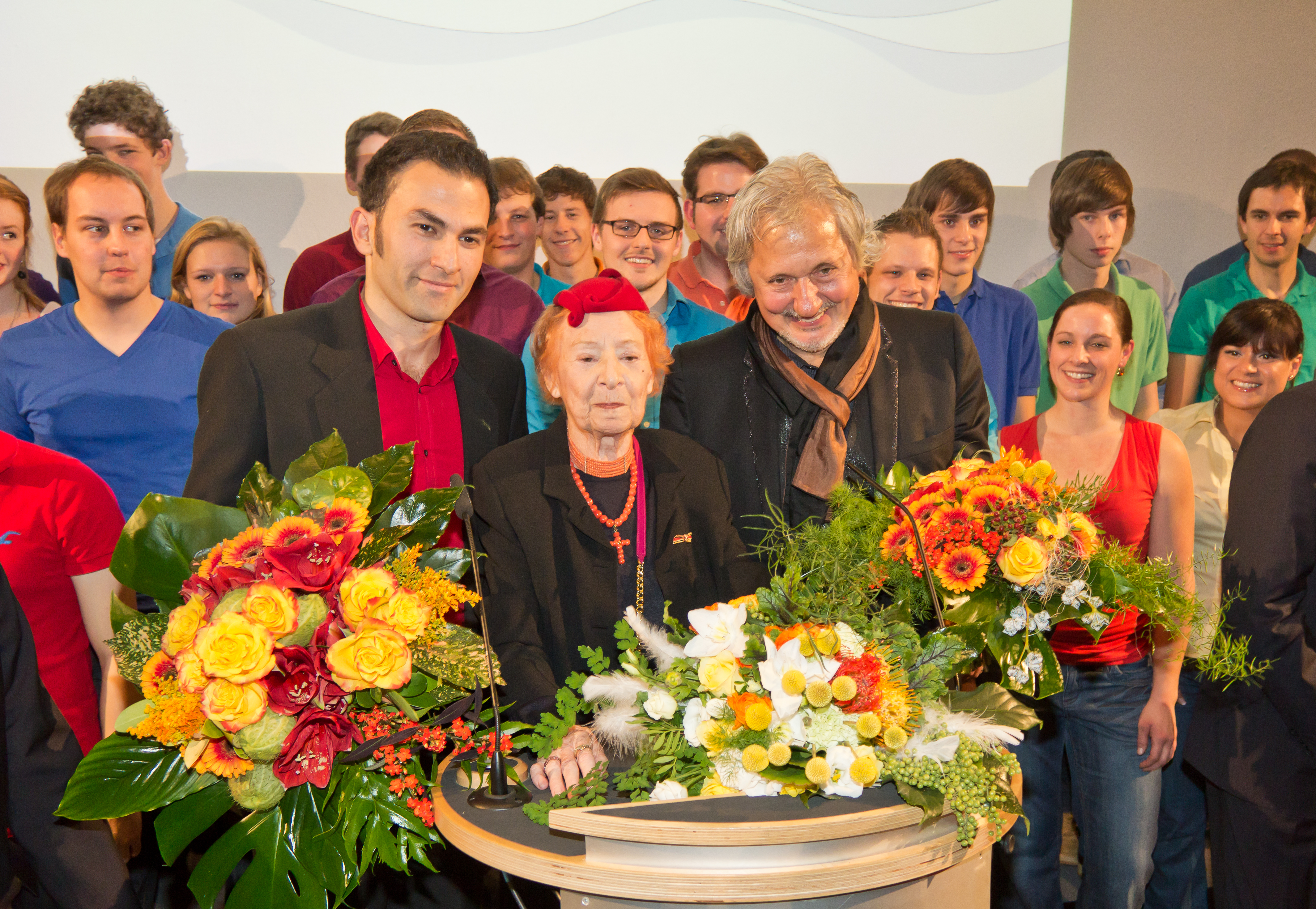
Alexandra Kassen und der Jugendchor 2011

Seit 1990 erschienen diverse CDs, auf denen der Chor auch von prominenten Musikern begleitet wurde, beispielsweise von dem Kölner Songschreiber, Produzenten und Sänger Florian Peil von der Kölner Band Kasalla, Alfonso Garrido von den heavytones aus TV Total und Musikern der WDR Big Band. Der Chor wirkte auch bei anderen CD-Produktionen mit, unter anderem bei CDs von Unheilig, Jupiter Jones, BAP, Bläck Fööss, Höhner, Kasalla, Thomas Godoj, WDR Big Band Köln.
2009 erschien die CD Friends, die unter anderem den Jubiläumssong Du gehörst zu Kölle enthält, bei dem mehrere Kölner Prominente (Kafi Biermann, Alexandra Kassen, Henning Krautmacher, Fritz Schramma und Bernd Stelter) mitwirkten. Produziert wurde das Album von Florian Peil. Zur Fußball-WM 2010 veröffentlichte der Chor mit dem Lied Ganz weit vorne einen eigenen WM-Song und ein Musikvideo.

## Auszeichnungen

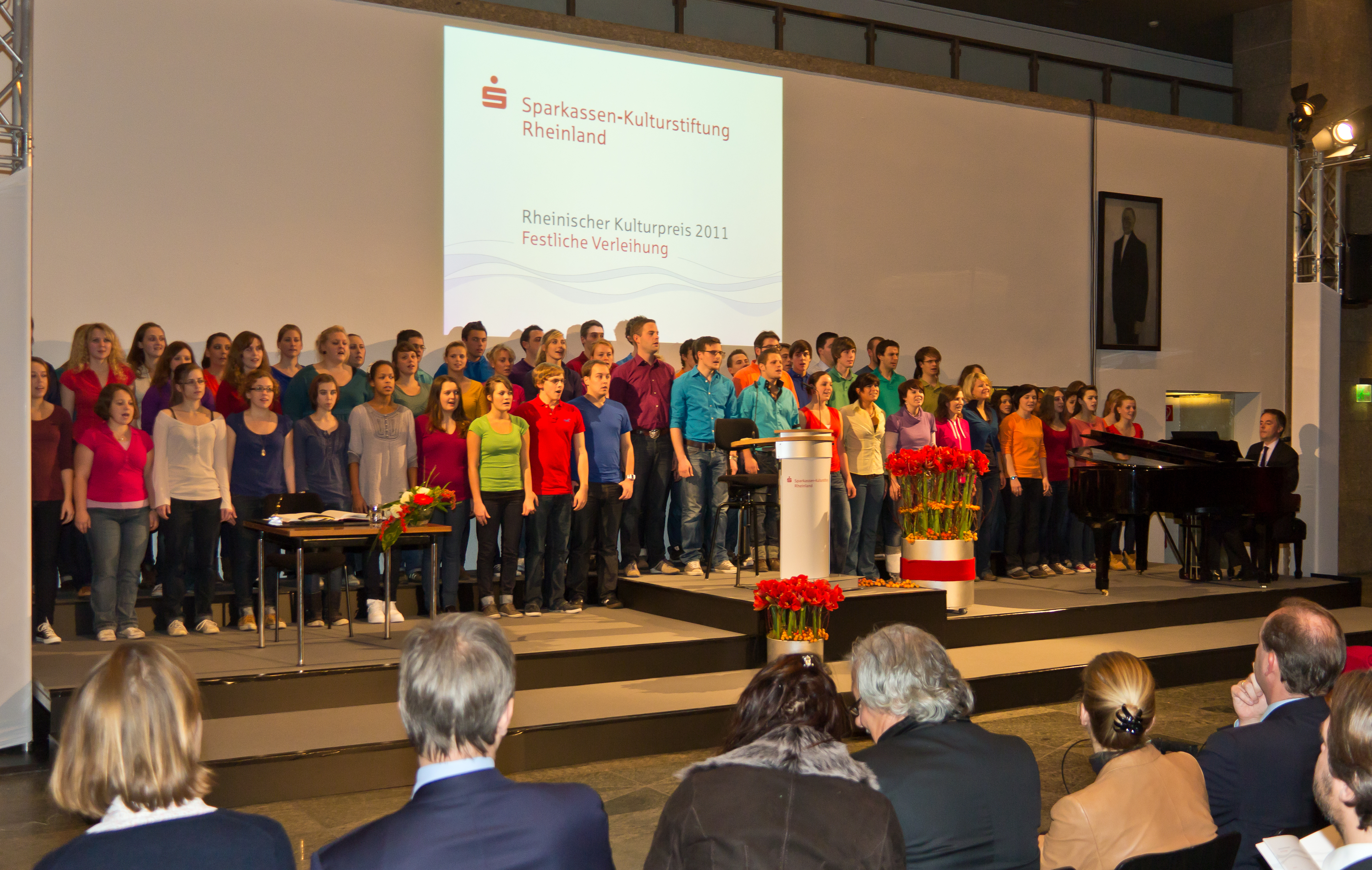
Der Kölner Jugendchor St. Stephan beim Kulturpreis der Sparkassen-Kulturstiftung Rheinland 2011

Für die Mitwirkung beim Unheilig-Song Geboren um zu leben wurde der Chor 2011 mit einer Dreifach-Goldenen Schallplatte, für die Mitwirkung beim Unheilig-Album Lichter der Stadt 2013 mit einer Vierfach-Platin-Schallplatte ausgezeichnet.
2010 wurde der Chor mit Unheilig in der Kategorie Pop National mit dem Fernsehpreis Bambi ausgezeichnet. Ein millionenfach angeklicktes Facebook-Video aus dem Hamburger Elbtunnel mit dem A cappella gesungenen Lied Kölsche Jung der kölschen Rockband Brings brachte dem Jugendchor 2015 bundesweite Aufmerksamkeit. Mit dem Lied Bodenpersonal kritisierte der Jugendchor 2021 Missstände in der katholischen Kirche. Im März 2023 wirkte der Chor bei Dreharbeiten zum Tatort in Köln mit.

### Diskografie
- Oh Happy Day, 1998, Dabbelju Music
- Voices, 1999, Dabbelju Music
- Weihnacht, 1999, Dabbelju Music
- Määt Doch Nix, 2000, Dabbelju Music
- Timeless, 2001, Dabbelju Music
- Weihnachten in der Kölnarena, 2004, Pavement Records
- Hand in Hand (Weltjugendtag), 2005 Pavement Records
- Friends, 2009, Pavement Records
- Ode an die Freude, 2013, YouTunez
- Dankeschön, 2013, YouTunez
- Kölsche Leechter, 2017, Dabbelju Music
- Sing Halleluja, 2018, Dabbelju Music
- Bodenpersonal, 2021, Dabbelju Music
- Regenbogen GbR, 2024, Dabbelju Music

## Reisen
Auslandsreisen führten den Chor u. a. nach Prag, Paris, Wien, Salzburg, Monaco, Rom, Barcelona, Kärnten und Amsterdam. Im Rahmen der Kölner Städtepartnerschaften reiste der Chor nach Lüttich, Tunis, Tel Aviv und Bethlehem.